# El asesino de la ilusión
«El asesino de la ilusión» es una canción escrita por Daniel F, e interpretada por la banda peruana de punk rock, Leusemia. La canción pertenece al segundo álbum de estudio de la banda, "A la mierda lo demás (Asesinando el mito)", publicado en 1995.

## Historia
Considerada como una de las canciones más representativas de la banda, está inspirado en los eventos que ocurrían en el Perú, a mediados de 1990, sobre la violación de los derechos humanos de manera reiterada durante el gobierno de Alberto Fujimori.
El tema fue uno de los más exitosos del disco, y comenzó a ser coreado por los jóvenes que marchaban en las calles contra el gobierno autoritario de Fujimori y su mano derecha, Vladimiro Montesinos.

## Versiones
- En el 2003, para el álbum "Tributo a Leusemia - 1983-2003" (varios artistas), la canción fue versionada por el grupo de rock metal, Ni Voz Ni Voto.

## Miembros de la banda
- Daniel F: Voz, guitarra y teclados.
- Raúl Montañez: Bajo, coro y guitarra solista. Voz principal de la canción "Barras malditas".
- Kimba Vilis: Batería, coros, percusión adicional.